# Kanwal Sethi
Kanwal Sethi (* 1971 in Amritsar. Indien) ist ein indisch-deutscher Regisseur und Drehbuchautor.

## Leben
Kanwal Sethi ist ein indisch-deutscher Regisseur und Drehbuchautor. Fernes Land (2012), sein Debütfilm, erzählt eine Freundschaftsgeschichte. Sein Spielfilm Once Again – Eine Liebe in Mumbai ist der erste Teil der Trilogie, in der es um die Einsamkeit im urbanen Indien geht. Was von der liebe bleibt (2023) – sein aktueller Film – erzählt die Liebesgeschichte von Ilyas (Serkan Kaya) und Yasemin (Seyneb Saleh), zwei Deutschen türkischer und kurdischer Abstammung vor dem Hintergrund des gesichtslosen strukturellen Rassismus in unserer Gesellschaft. Seine Spiel- und Dokumentarfilme liefen auf internationalen Filmfestivals, u. a. auch im MOMA New York und gewannen verschiedenen Preise.
Kanwal Sethi wurde in Amritsar, Indien, geboren. Früh interessierte er sich für Film und Theater, gründete eine Theatergruppe und inszenierte an verschiedenen freien Theatern. Nach seinem Umzug nach Deutschland fing er zunächst in Dresden an, Volkswirtschaft zu studieren, brach dieses Studium jedoch ab, um sich dem Filmemachen zuzuwenden.
Neben seiner künstlerischen Arbeit ist er ein engagierter politischer Aktivist.

## Filmografie
Regie und Drehbuch
- 2004: Raga: Färbung des Geistes (Dokumentarfilm)
- 2005: Detail (Dokumentarfilm)
- 2011: Fernes Land
- 2016: Vier Frauen (Dokumentarfilm)
- 2018: Once Again – Eine Liebe in Mumbai
- 2020: London Confidentail
- 2023: Was von der Liebe bleibt